# Succisella microcephala
Succisella microcephala är en tvåhjärtbladig växtart som först beskrevs av Heinrich Moritz Willkomm, och fick sitt nu gällande namn av Günther von Mannagetta und Lërchenau Beck. Succisella microcephala ingår i släktet Succisella och familjen Dipsacaceae. Inga underarter finns listade i Catalogue of Life.